# Matías Ballini
Matías Leonel Ballini (Campana, 19 de diciembre de 1988) es un futbolista argentino. Juega de mediocampista y actualmente está en Deportivo Morón de la Primera B Nacional.

## Estadísticas

### Clubes
| Club                            | Div           | Temporada     | Liga  | Liga  | Liga  | Copas nacionales | Copas nacionales | Copas nacionales | Torneos internacionales | Torneos internacionales | Torneos internacionales | Total | Total | Total |
| Club                            | Div           | Temporada     | Part. | Goles | Asis. | Part.            | Goles            | Asis.            | Part.                   | Goles                   | Asis.                   | Part. | Goles | Asis. |
| ------------------------------- | ------------- | ------------- | ----- | ----- | ----- | ---------------- | ---------------- | ---------------- | ----------------------- | ----------------------- | ----------------------- | ----- | ----- | ----- |
| Villa Dálmine Argentina         | 3.ª           | 2004-07       | 47    | 1     | 0     | —                | —                | —                | —                       | —                       | —                       | 47    | 1     | 0     |
| Villa Dálmine Argentina         | 2.ª           | 2018-19       | 21    | 1     | 0     | 2                | 0                | 0                | —                       | —                       | —                       | 23    | 1     | 0     |
| Villa Dálmine Argentina         | 2.ª           | 2019-20       | 11    | 2     | 0     | 1                | 0                | 0                | —                       | —                       | —                       | 12    | 2     | 0     |
| Villa Dálmine Argentina         | Total         | Total         | 79    | 4     | 0     | 3                | 0                | 0                | 0                       | 0                       | 0                       | 82    | 4     | 0     |
| Rosario Central Argentina       | 1.ª           | 2009-10       | 14    | 0     | 0     | —                | —                | —                | —                       | —                       | —                       | 14    | 0     | 0     |
| Rosario Central Argentina       | 2.ª           | 2010-11       | 17    | 1     | 0     | —                | —                | —                | —                       | —                       | —                       | 17    | 1     | 0     |
| Rosario Central Argentina       | 2.ª           | 2011-12       | 13    | 0     | 0     | —                | —                | —                | —                       | —                       | —                       | 13    | 0     | 0     |
| Rosario Central Argentina       | 1.ª           | 2013-14       | 17    | 0     | 0     | —                | —                | —                | —                       | —                       | —                       | 17    | 0     | 0     |
| Rosario Central Argentina       | Total         | Total         | 61    | 1     | 0     | 0                | 0                | 0                | 0                       | 0                       | 0                       | 61    | 4     | 0     |
| Girona · España                 | 2.ª           | 2011-12       | 7     | 0     | 0     | —                | —                | —                | —                       | —                       | —                       | 7     | 0     | 0     |
| Girona · España                 | Total         | Total         | 7     | 0     | 0     | 0                | 0                | 0                | 0                       | 0                       | 0                       | 7     | 0     | 0     |
| Atlético Tucumán Argentina      | 2.ª           | 2012-13       | 32    | 2     | 0     | 3                | 0                | 0                | —                       | —                       | —                       | 35    | 2     | 0     |
| Atlético Tucumán Argentina      | 1.ª           | 2016          | 7     | 1     | 0     | —                | —                | —                | —                       | —                       | —                       | 7     | 1     | 0     |
| Atlético Tucumán Argentina      | 1.ª           | 2016-17       | —     | —     | —     | —                | —                | —                | —                       | —                       | —                       | 0     | 0     | 0     |
| Atlético Tucumán Argentina      | 1.ª           | 2017-18       | 10    | 0     | 0     | —                | —                | —                | —                       | —                       | —                       | 10    | 0     | 0     |
| Atlético Tucumán Argentina      | Total         | Total         | 49    | 3     | 0     | 3                | 0                | 0                | 0                       | 0                       | 0                       | 52    | 3     | 0     |
| Colón Argentina                 | 2.ª           | 2014          | 12    | 0     | 0     | 1                | 0                | 0                | —                       | —                       | —                       | 13    | 0     | 0     |
| Colón Argentina                 | 1.ª           | 2015          | 24    | 0     | 0     | —                | —                | —                | —                       | —                       | —                       | 24    | 0     | 0     |
| Colón Argentina                 | Total         | Total         | 36    | 0     | 0     | 1                | 0                | 0                | 0                       | 0                       | 0                       | 37    | 0     | 0     |
| Santa Fe · Colombia             | 1.ª           | 2020          | 3     | 0     | 0     | 3                | 1                | 0                | —                       | —                       | —                       | 6     | 1     | 0     |
| Santa Fe · Colombia             | Total         | Total         | 3     | 0     | 0     | 3                | 1                | 0                | 0                       | 0                       | 0                       | 6     | 1     | 0     |
| San Martín de Tucumán Argentina | 2.ª           | 2019-20       | —     | —     | —     | 1                | 0                | 0                | —                       | —                       | —                       | 1     | 0     | 0     |
| San Martín de Tucumán Argentina | 2.ª           | 2021          | 24    | 2     | 1     | 0                | 0                | 0                | —                       | —                       | —                       | 24    | 2     | 1     |
| San Martín de Tucumán Argentina | Total         | Total         | 24    | 2     | 1     | 1                | 0                | 0                | 0                       | 0                       | 0                       | 25    | 2     | 1     |
| Total carrera                   | Total carrera | Total carrera | 259   | 10    | 1     | 11               | 1                | 0                | 0                       | 0                       | 0                       | 270   | 11    | 1     |

## Palmarés

### Campeonatos nacionales
| Torneo             | Club     | País      | Año  |
| ------------------ | -------- | --------- | ---- |
| Primera B Nacional | Colón    | Argentina | 2014 |
| Primera B          | Cobreloa | Chile     | 2023 |